# Giertma
Giertma (ros. Гертма) – wieś w Rosji, w Dagestanie, w rejonie kazbiekowskim. W 2010 liczyła 1558 mieszkańców, głównie Awarów.